# Guatteria guianensis
Guatteria guianensis (Aubl.) R.E.Fr. – gatunek rośliny z rodziny flaszowcowatych (Annonaceae Juss.). Występuje naturalnie w Kolumbii, Peru oraz Brazylii (w stanach Amazonas, Amapá, Pará i Rondônia). 

## Morfologia
PokrójZimozielony krzew dorastający do 3 m wysokości. Młode pędy są owłosione.
LiścieMają odwrotnie lancetowaty kształt. Mierzą 35–50 cm długości oraz 10–15 szerokości. Nasada liścia jest zaokrąglona. Liść na brzegu jest całobrzegi. Wierzchołek jest spiczasty. Ogonek liściowy jest owłosiony i dorasta do 2–4 mm długości.
KwiatySą pojedyncze. Rozwijają się w kątach pędów. Działki kielicha mają owalny kształt i dorastają do 10 mm długości. Płatki mają owalnie eliptyczny kształt. Osiągają do 15 mm długości.
OwocePojedyncze. Mają elipsoidalny kształt. Osiągają 20 mm długości.